# Élő loop
Élő loop (angol nyelven live looping) hangminták (loop-ok) felvétele és visszajátszása, egymásra keverése, valós időben, egy élő koncert alkalmával.

A loop minták lehetnek előre elkészítettek és az előadás alkalmával létrehozott minták, melyet az előadó szájjal (pl. beatbox), különböző hangszerekkel (pl. hegedű, gitár, fuvola) vagy egyéb hangkeltő eszközökkel (akár egy kulcscsomó, vagy egy fűrészlap) hoz létre, és speciális effektek felvételére és visszajátszására alkalmas ún. loop station segítségével egy egyszemélyes koncertet képes felépíteni, bonyolult hangzásokkal, effektekkel. A loop station szoftvere a felvett mintákat képes tovább torzítani, gyorsaságát, hangmagasságát változtatni, de sokan az előadások alkalmával csak az alap hangmintákkal dolgoznak, és építenek fel rendkívül gazdag hangzásvilágot. Az eszközök sokszor lábbal vezérelhetők, mivel az előadó a hangszerek kezelése során csak a lábával tudja kapcsolni, felvenni a mintákat, asztali loop station esetén effekt pedál kapcsolható az eszközhöz.

Az élő loop technika az elmúlt években kezdett terjedni, ma már világversenyeket is szerveznek.  Az élő loop-nak Magyarországon is egyre több követője van, kiemelhető pl. Simkó-Várnagy Mihály, de külföldön is számos élő loop technikával dolgozó zenészt ismerünk, mint Dub FX, Beardyman,  Shlomo.

## Loop station hardverek

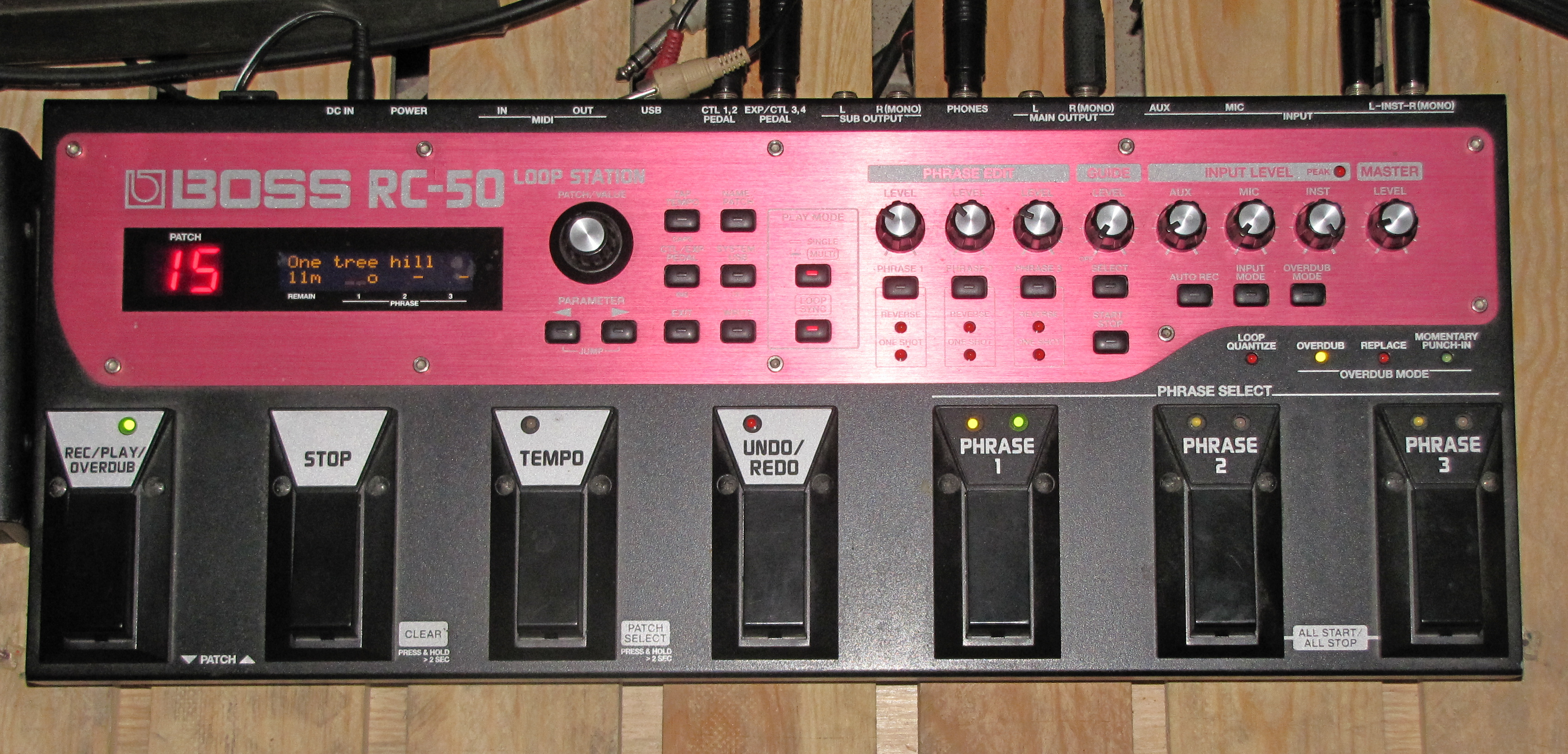
Loop station

- Boss RC-2, RC-20, RC-3, RC-5, RC-30, RC-500, RC-300 RC-50, ME-70, GT-10
- Gibson/Oberheim Echoplex
- Akai E2 Head Rush
- Lexicon Jam Man
- Line 6 DL4, JM4, M5, M9, M13
- Electro-Harmonix 2880, Stereo Memory Man with Hazarai
- Damage Control (most Strymon) TimeLine
- Korg Kaossilator, Kaoss Pad